# Liana Musteață
Liana Musteață es una deportista rumana que compite en taekwondo. Ganó una medalla de plata en el Campeonato Europeo de Taekwondo de 2021, en la categoría de –49 kg.

## Palmarés internacional
| Campeonato Europeo | Campeonato Europeo | Campeonato Europeo | Campeonato Europeo |
| Año                | Lugar              | Medalla            | Categoría          |
| ------------------ | ------------------ | ------------------ | ------------------ |
| 2021               | Sofía (Bulgaria)   | Medalla de plata   | –49 kg             |